# Андибер Фесько Ганжа
Фесько́ Ґанжа́ Андибе́р (Дендеберя) — головний герой української народної думи «Козак нетяга Фесько Ґанжа Андибер».  

## Опис
Епічний богатир, організатор розправи козацької голоти над українськими феодалами — «дуками-срібляниками». В образі Андибера втілено прагнення пригноблених мас до визволення від дуків-визискувачів. 
Пошуки дослідників історичного прототипу образ героя цієї думи бажаних наслідків не дала. Такого гетьмана, як Ґанжа Андибер чи, в інших варіантах, Дендиберя, в Україні не було. Очевидно такого гетьмана бажав для себе бідний простий люд і створив його своєю поетичною уявою.
Образ Андибера відтворено в історичній повісті Д. Мордовцева «Сагайдачний», в історичній повісті Юрія Косача «Коні для Андибера», в опері композитора В. Золотарьова «Фесько Андибер» (лібретто М. Рильського), в графічних творах художника М. Дерегуса.